# Alobia alutacea
Alobia alutacea är en insektsart som beskrevs av Carl Stål. Alobia alutacea ingår i släktet Alobia och familjen hornstritar. Inga underarter finns listade i Catalogue of Life.